# Adriana Riveramelo
Adriana Riveramelo Quintana (24 de diciembre de 1970) es una periodista, conductora y actriz de televisión mexicana. Estudió en el Centro de Educación Artística de Televisa y desde 1994 ha participado como conductora en diversos programas de televisión y entregas de premios. En 2007, después del nacimiento de su hijo, se integró como conductora y encargada de la sección de espectáculos en el noticiero Matutino Express, junto a Esteban Arce y José Ramón Sancristóbal. 

## Biografía

### Carrera
Comenzó su carrera como cantante a la edad de dieciocho años, integrando un grupo musical en 1988 y seis años más tarde ingresó a las filas de Televisión Azteca para realizar reportajes periodísticos en algunos programas como Ciudad Desnuda. En 1997, fue invitada a trabajar como reportera en Televisa y más adelante como conductora del programa La Botana, donde compartió créditos con Juan José Origel. Ingreso al mundo de la actuación en 1999, con su participación en la telenovela mexicana Siempre te amaré, al lado de los actores Laura Flores y Fernando Carrillo. También participó como conductora en diversos programas de televisión como Hoy Sábado, El Club y Dilo, dilo VIP, además ha conducido entregas de premios como Premios El Heraldo de México, Premios Eres y Premios TVyNovelas. A partir de 2007, se desempeña como conductora del noticiero Matutino Express, donde además es responsable de la sección de espectáculos. Adriana comparte la conducción del noticiero, que se transmite todas las mañanas de lunes a viernes, con Esteban Arce y Ulises de la Torre.

### Vida personal
En 2002, contrajo matrimonio con Gerardo Camarena y dos años más tarde se convirtió en madre. Su hijo, que fue llamado Luciano, nació el 25 de agosto de 2004. Con motivo del nacimiento del niño, la conductora decidió retirarse una temporada del mundo del espectáculo, para reintegrarse nuevamente en 2007. Antes de su regreso a los medios, Adriana Riveramelo se divorció de su marido.

## Filmografía
Entre los programas de televisión en que ha participado se encuentran:
- Ciudad desnuda (1995)
- Hola México (1996)
- La Botana (1997 - 2000)
- Siempre te amaré (2000)
- Hoy (2000 - 2002)
- Cero en conducta (2002)
- El club (2002)
- El club de las estrellas (2002)
- Dilo, dilo VIP (2004)
- La pareja + pareja de las estrellas (2004)
- Matutino Express (2007-2018)
- Vivalavi CDMX (2019-presente)